# Мищенко, Фёдор Герасимович
Фёдор Герасимович Ми́щенко (6 (18) февраля 1848 года, Прилуки, Полтавская губерния — 28 октября (10 ноября) 1906 года, Киев) — русский историк античности, переводчик с классических языков. Профессор, доктор греческой словесности, профессор Казанского университета, член-корреспондент Петербургской АН (1895).

## Биография и творчество
Учился во 2-й Киевской гимназии, окончил историко-филологический факультет Киевского университета (1870).
Два года работал в Германии, Франции и Италии, главным образом над древними рукописями; слушал курсы Ричля, Курциуса, Гро и др.
В 1872—1884 годах преподавал в Киевском университете. По защите диссертации «Отношение трагедий Софокла к современной поэту действительности» (Киев, 1874) получил степень магистра и звание доцента. В 1881 г. защитил докторскую диссертацию «Опыт по истории рационализма в древней Греции».
12 июня 1884 года товарищ министра внутренних дел П. В. Оржевский подал отношение, в котором указывал: «Сведениями, полученными в последнее время департаментом полиции из разных источников, вполне определилось крайне вредное противоправительственное направление профессоров Муромцева, Мищенко, Дриля и Сыцянко, относительно которых и прежде сего имелись указания, свидетельствующие о их политической неблагонадёжности»; относительно Мищенко добавлялось, что он «известен департаменту полиции за лицо, политическая неблагонадёжность находится вне сомнения. Вследствие принадлежности его к группе украинофилов и близости к государственному преступнику Ивану Басову»; 25 июля 1884 года Ф. Г. Мищенко был уволен, хотя он и отрицал свою связь с социалистическими кругами.
В 1889 году Мищенко был утверждён ординарным профессором в Казанском университете и стал редактором его «Учёных записок». С 1890 г. член Исторического общества при Петербургском университете. В 1895 году избран членом-корреспондентом Императорской академии наук.
Ученая деятельность Мищенко выразилась в ряде крупных и мелких статей по вопросам из области греческих древностей и истории греческой литературы и в образцовых переводах на русский язык капитальнейших произведений древнегреческой исторической литературы с присоединением к каждому переводу тщательного критического исследования об авторе и подробных объяснительных примечаний.
Таковы переводы «География» Страбона (М., 1879), «История» Геродота (т. 1—2, М., 1885—86), «История» Фукидида (т. 1—2, М., 1887—88, с послесловием: «Фукидид и его сочинения», М., 1888; новое издание в переработке С. А. Жебелёва, т. 1—2, 1915), и «Всеобщая история» Полибия (т. 1—3, М., 1890—99), сопроводив их комментариями, вступительными статьями и послесловиями.
Некоторое время состоял постоянным сотрудником в журнале «Филологическое обозрение», который издавался в Москве.